# Срње
Срње је насељено место града Крушевца у Расинском округу. Према попису из 2022. било је 650 становника (према попису из 1991. било је 1009 становника).

## Порекло становништва
Према пореклу ондашње становништво Срња из 1905. године, може се овако распоредити:
- Староседеоца има 2 породице са 18 куће.
- Косовско-метохијских досељеника има 3 породице са 21 куће.
- Из Пиротског округа има 1 породица са 15 куће.
- Из Врањског округа има 2 породице са 12 куће.
- Из Старе Србије има 2 породице са 8 куће.
- Из околине Ниша има 1 породица са 4 куће. (подаци датирају из 1905. године)[1]

## Демографија
У насељу Срње живи 729 пунолетних становника, а просечна старост становништва износи 41,2 година (40,6 код мушкараца и 41,7 код жена). У насељу има 288 домаћинстава, а просечан број чланова по домаћинству је 3,17.
Ово насеље је великим делом насељено Србима (према попису из 2002. године).
|  |

| Демографија | Демографија | Демографија |
| Година      | Становника  | Становника  |
| ----------- | ----------- | ----------- |
| 1948.       | 770         |             |
| 1953.       | 834         |             |
| 1961.       | 941         |             |
| 1971.       | 979         |             |
| 1981.       | 964         |             |
| 1991.       | 1.009       | 962         |
| 2002.       | 912         | 959         |

| Етнички састав према попису из 2002.‍ | Етнички састав према попису из 2002.‍ | Етнички састав према попису из 2002.‍ | Етнички састав према попису из 2002.‍ | Етнички састав према попису из 2002.‍ |
| ------------------------------------ | ------------------------------------ | ------------------------------------ | ------------------------------------ | ------------------------------------ |
|                                      |                                      |                                      |                                      |                                      |
| Срби                                 | Срби                                 |                                      | 905                                  | 99,23%                               |
| Црногорци                            | Црногорци                            |                                      | 2                                    | 0,21%                                |
| Руси                                 | Руси                                 |                                      | 1                                    | 0,10%                                |
| Македонци                            | Македонци                            |                                      | 1                                    | 0,10%                                |
| непознато                            | непознато                            |                                      | 3                                    | 0,32%                                |

| Година пописа     | 1948. | 1953. | 1961. | 1971. | 1981. | 1991. | 2002. |
| ----------------- | ----- | ----- | ----- | ----- | ----- | ----- | ----- |
| Број домаћинстава | 142   | 159   | 209   | 239   | 235   | 268   | 288   |

| Број чланова      | 1  | 2  | 3  | 4  | 5  | 6  | 7 | 8 | 9 | 10 и више | Просек |
| ----------------- | -- | -- | -- | -- | -- | -- | - | - | - | --------- | ------ |
| Број домаћинстава | 47 | 70 | 51 | 61 | 33 | 21 | 3 | 2 | 0 | 0         | 3,17   |

| Пол    | Укупно | Неожењен/Неудата | Ожењен/Удата | Удовац/Удовица | Разведен/Разведена | Непознато |
| ------ | ------ | ---------------- | ------------ | -------------- | ------------------ | --------- |
| Мушки  | 372    | 90               | 240          | 30             | 12                 | 0         |
| Женски | 404    | 75               | 237          | 87             | 5                  | 0         |
| УКУПНО | 776    | 165              | 477          | 117            | 17                 | 0         |

| Пол    | Укупно                    | Пољопривреда, лов и шумарство | Рибарство                            | Вађење руде и камена | Прерађивачка индустрија       |
| ------ | ------------------------- | ----------------------------- | ------------------------------------ | -------------------- | ----------------------------- |
| Мушки  | 184                       | 32                            | 0                                    | 2                    | 95                            |
| Женски | 101                       | 26                            | 0                                    | 0                    | 37                            |
| УКУПНО | 285                       | 58                            | 0                                    | 2                    | 132                           |
| Пол    | Производња и снабдевање   | Грађевинарство                | Трговина                             | Хотели и ресторани   | Саобраћај, складиштење и везе |
| Мушки  | 5                         | 9                             | 14                                   | 4                    | 8                             |
| Женски | 1                         | 2                             | 14                                   | 3                    | 1                             |
| УКУПНО | 6                         | 11                            | 28                                   | 7                    | 9                             |
| Пол    | Финансијско посредовање   | Некретнине                    | Државна управа и одбрана             | Образовање           | Здравствени и социјални рад   |
| Мушки  | 0                         | 1                             | 0                                    | 2                    | 4                             |
| Женски | 0                         | 0                             | 2                                    | 3                    | 9                             |
| УКУПНО | 0                         | 1                             | 2                                    | 5                    | 13                            |
| Пол    | Остале услужне активности | Приватна домаћинства          | Екстериторијалне организације и тела | Непознато            | Непознато                     |
| Мушки  | 1                         | 0                             | 0                                    | 7                    | 7                             |
| Женски | 2                         | 0                             | 0                                    | 1                    | 1                             |
| УКУПНО | 3                         | 0                             | 0                                    | 8                    | 8                             |